# John Eddy

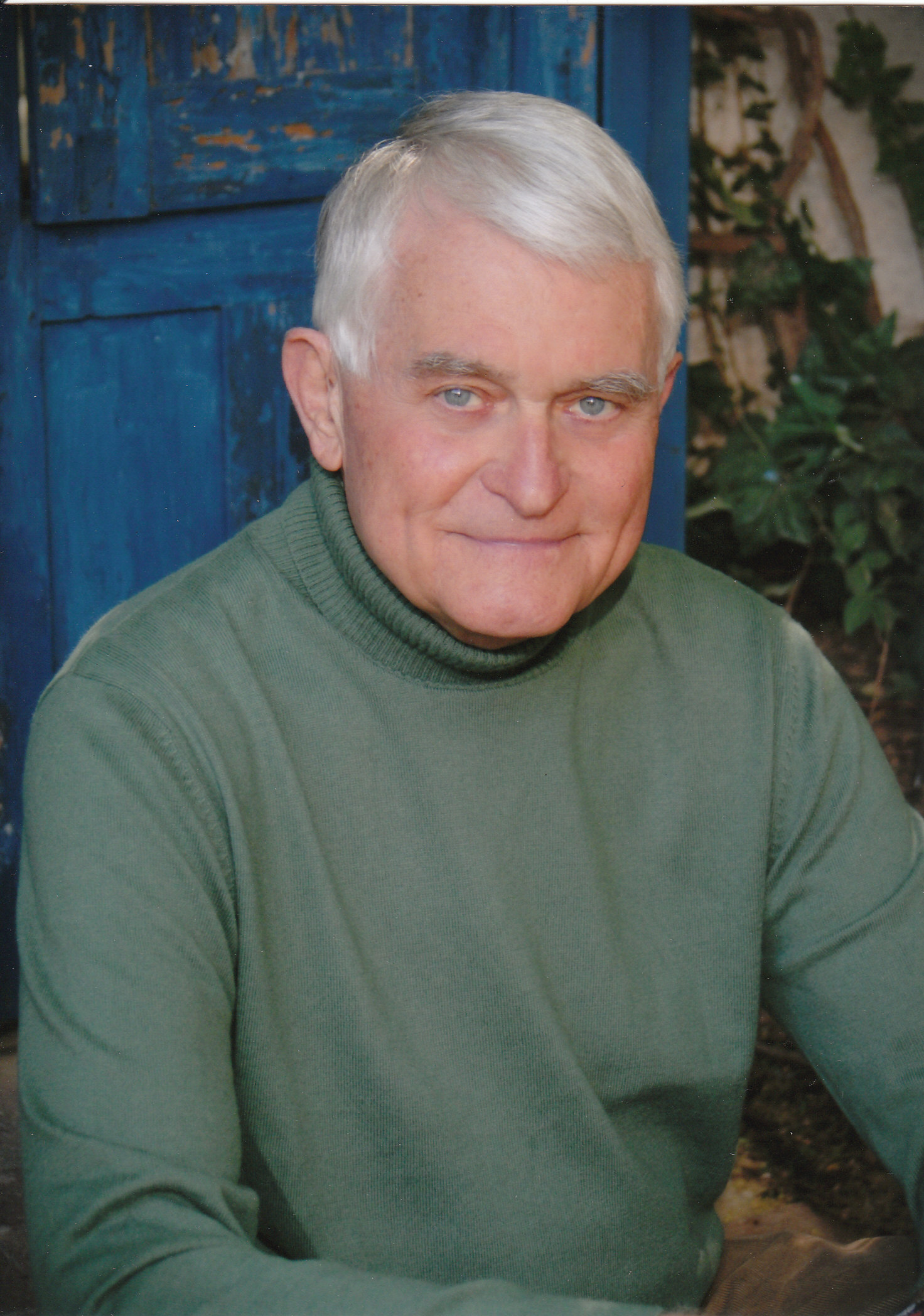
John Allen Eddy (2009)

John Allen „Jack” Eddy (ur. 25 marca 1931, zm. 10 czerwca 2009) – astronom amerykański publikujący także pod pseudonimem „Jack”.

## Życiorys
Urodził się w Pawnee City, małym miasteczku w stanie Nebraska.
Ukończył kurs astronawigacji, po czym w 1953 roku Akademię Marynarki Wojennej Stanów Zjednoczonych. Przez cztery lata służył następnie jako oficer liniowy na lotniskowcu podczas wojny koreańskiej oraz w Zatoce Perskiej jako oficer operacyjny na niszczycielu. W 1957 Eddy opuścił wojsko, by kontynuować edukację.
Pracował z profesorem z Princeton University Martinem Schwarzschildem i zajmował się badaniami korony słonecznej z użyciem koronografów zamontowanych na balonach. Eddy uzyskał tytuł doktora na Uniwersytecie Kolorado w Boulder w grudniu 1961 roku za pracę zatytułowaną The Stratospheric Solar Aureole. Po uzyskaniu stopnia naukowego rozpoczął pracę dydaktyczną, kontynuując działalność badawczą – obserwacje linii widmowych, w szczególności powstających w zakresie podczerwonym.
W 1987 roku został nagrodzony Medalem Arctowskiego przez amerykańską Narodową Akademię Nauk za badania nad Słońcem oraz za „zademonstrowanie istnienia i natury długookresowej zmienności słonecznej i konsekwencji tych zmian dla klimatu i ludzkości”.

## Abstrakt rozprawy doktorskiej Eddy’ego
Eddy podsumował teorię rozpraszania światła poprzez małe cząsteczki, które są niezbędne do interpretacji obrazów aureoli słonecznej uzyskanych w lotach balonowych na wysokościach stratosferycznych, włączywszy do opisu prawo Rayleigha dla małych cząsteczek. Obserwacje pokryły zakres widma od 0,37 do 0,79 mikrona przy kącie rozpraszania 2,4 stopnia i w zakresie wysokości od 42 000 do 80 000 stóp. Wyniki wskazują, że kształt rozkładu rozmiarów cząstek zmienia się wraz z wysokością, stając się bardziej płaską funkcją promienia cząsteczki na większych wysokościach.